# Fuerteventura (álbum)
Fuerteventura es el segundo álbum que la compositora e intérprete española Lourdes Hernández (Russian Red) sacó al mercado el 10 de mayo de 2011 mediante la multinacional discográfica Sony Music.
El disco se presentó dentro del Festival FACYL 2011 en Salamanca.
Fuerteventura es el título del segundo álbum de Russian Red, el primero para Sony Music. En principio quizá se barajó de forma provisional "Home tonight", debido a la "vuelta a casa" (a la normalidad) tras el éxito de su primer álbum.
Se grabó en los Castle of Doom Studios de Glasgow con la producción de cargo de Tony Doogan y la colaboración de varios músicos de la banda Belle and Sebastian.
El primer sencillo del álbum fue el tema I Hate You but I Love You. El segundo sencillo escogido es ‘The Sun The Trees‘, uno de los temas más animados del disco. El videoclip de esta canción se grabó en Port Lligat de la zona de Cadaqués con cámara analógica, bajo la dirección de Adriâ Cañameras.

## Concepción
Producido, grabado y mezclado por Tony Doogan en Glasgow y tocado por músicos de Belle & Sebastian, Lourdes Hernández afirmó sobre él: “No es una decisión de ‘voy a cambiar el sonido’. Es una evolución natural en la que queda plasmada todo el aprendizaje que llevo arrastrando de estos casi tres años que me dedico a la música”.
“Muchas de las canciones las compuse mientras estaba de gira. Precisamente por eso, porque vivía momentos muy diferentes, tienen diferentes estados de ánimo”.
Con I Hate You But I Love You como primer sencillo, Fuerteventura contiene 11 canciones, con un sonido clásico-contemporáneo creado con la ayuda del productor Tony Doogan, los músicos de Belle & Sebastian y el español Charlie Bautista.
“Al principio Tony propuso grabar en Madrid, pero me apetecía desconectar, salir de mi espacio y de mi ambiente para centrarme completamente en el disco”, afirma Lourdes Hernández. “Además me planteó grabar con algunos de los músicos de Belle & Sebastian y aquello fue como un regalo caído del cielo. Son gente encantadora, buenísimos músicos, con unas ideas brillantes. Nos hemos hecho como una pequeña familia y los voy a echar mucho de menos”.
Tony Doogan ha trabajado con Belle & Sebastian, David Byrne, Mogwai, Super Furry Animals, Teenage Fanclub y The Delgados, entre otros artistas.
“Es muy rápido y domina su estudio de una manera increíble”, continúa Lourdes Hernández. “Un poco desordenado con sus cosas, pero eso le hace entrañable y que te sorprenda con ideas que le vienen de repente. Me gusta mucho. Es caótico pero con un control absoluto de lo que está haciendo. Me recuerda un poco a mí”.
Fuerteventura fue grabado en Castle of Doom Studios (Glasgow) y masterizado por Greg Calbi en Sterling Sound (Nueva York), un veterano responsable del mastering de clásicos como Walls and Bridges de John Lennon, Young Americans de David Bowie o Born To Run de Bruce Springsteen, entre una lista de trabajos desde comienzos de los 70.

## Lista de canciones
- Edición estándar

1. Everyday Everynight
2. The Sun The Trees
3. I Hate You But I Love You
4. Braver Soldier
5. Fuerteventura
6. The Memory Is Cruel
7. Tarantino
8. My Love Is Gone
9. January 14th
10. Nick Drake
11. A Hat

- Edición de lujo

Cigarettes Revisited			
Mi Canción 7			
Conquer The World			
Fuerteventura (Acoustic Version)			
The Sun The Trees (Acoustic Version)

## Videoclips
“I hate you but I love you”, el primer sencillo, salió a la luz en formato digital en marzo de 2011. La artista declaró para Europa Press: “La compuse hace un año, en la cocina de mi casa”. El tema, según ella, “tiene una melodía que, en cierto modo, recuerda a la música de los 50, que está llena de nostalgia. Es algo familiar que has oído muchas veces, pero que también huele a nuevo”. El videoclip fue rodado en estudio y en ambientes naturales, "es un vídeo que mezcla realismo y simbolismo, con esa melancolía que baña la canción, casi como un adiós a tiempos que ya no volverán y una ventana abierta a lo nuevo y esperanzado", señala su discográfica. Dirigido por Darío Peña (Marlango, Christina Rosenvinge...) y rodado en cine 16mm en el entorno de Patones (Madrid) es, en cualquier caso, un vídeo abierto a interpretaciones diferentes y con la carga sentimental que tiene la canción, indican fuentes de Octubre (un sello de Sony Music) en un comunicado.
El segundo sencillo extraído del segundo álbum de la cantante es ‘The Sun, The Trees’, una de las canciones que más muestran la influencia y ejecución de Belle & Sebastian en el disco (hay un claro paralelismo con su tema ‘We Are The Sleepyheads‘). El vídeo ha sido realizado por Adrià Cañameras para Nanouk Films y se ha rodado en la Costa Brava con cámara analógica, ya que según la nota de prensa el director quería mostrar ante todo la realidad, “no algo irreal que no vas a vivir nunca”. “No preparamos nada, no inventamos nada, queríamos algo real. Lo buscábamos”, dice, al tiempo que cita influencias de David Hamilton y Peter Weir en ‘Picnicat At Hanging Rock’. En Youtube hay un cómo se hizo. El vídeo, que fue estrenado por El País, puede considerarse una continuación del realizado para ‘I Hate You But I Love You’.

Russian Red estrenó el video de 'Everyday Everynight' como tercer sencillo de su álbum “Fuerteventura”. Rodado en Venecia e inspirado en los pintores renacentistas italianos cuenta con la presencia de Eloy Azorin como coprotagonista.
Su fotografía evoca al esfumado utilizado por los pintores renacentistas y marca la estética de las imágenes. “Me baso en la pintura”, afirma Diego Hurtado de Mendoza, director y productor del videoclip. “Buscaba que la fotografía fuera poderosa, con un cuidado estudio de la luz y con referencias a la pintura italiana. Quería conseguir una atmósfera atemporal y podía haber sido rodado hace cien años”.
Russian Red estrenó su cuarto sencillo My Love Is Gone en septiembre de 2012.